# Cyril Mandouki
Cyril Mandouki, né le 21 août 1991 à Paris, est un footballeur français et international martiniquais qui évolue au poste de milieu défensif au Stade lavallois.

## Biographie
En mai 2019, Mandouki est retenu dans le groupe de 40 joueurs martiniquais présélectionnés pour disputer la Gold Cup 2019.
Il dispute son premier match avec la sélection de Martinique le 6 septembre 2019 contre Trinidad en Ligue des nations de la CONCACAF. Il inscrit le but martiniquais lors de ce match nul 1-1.